# Сборная Румынии по теннису в Кубке Билли Джин Кинг
Сборная Румынии в Кубке Федерации — женская сборная команда, представляющая Румынию в Кубке Федерации, главном женском командном теннисном турнире на уровне национальных сборных. Полуфиналист Мировой группы 1973 года, четырёхратный четвертьфиналист Мировой группы.

## История
Румынская сборная впервые приняла участие в розыгрыше Кубка Федерации в 1973 году, через десять лет после основания этого турнира. Первый же сезон румынок в Кубке Федерации стал и самым успешным в истории этой команды: Вирджиния Рузичи, Жудит Дибар и Мариана Симьонеску дошли до полуфинала, победив в том числе британскую сборную, но уступив южноафриканкам со счётом 1:2 (единственную встречу в полуфинале выиграла Рузичи). На следующий год румынки оступились в четвертьфинале, куда также доходили в 1978, 1980 и 1981 годах (проиграв соответственно командам СССР, Чехословакии и США). В 1976 году румынская сборная, проигравшая в первом круге основной сетки австралийкам, выиграла утешительный турнир — в его финале Рузичи и Флоренца Михай с сухим счётом победили французскую команду.
Сборная Румынии оставалась неизменным участником Мировой группы Кубка Федерации до 1992 года, несколько раз успешно защитив это право в переходных играх. Наконец в 1992 году румынки проиграли матч плей-офф сборной Болгарии и покинули Мировую группу — как оказалось, почти на четверть века. В основном сборная выступала после этого в I Европейско-африканской группе, лишь однажды — в 1999 году — сумев побороться за выход во II Мировую группу; этот шанс команда во главе с Руксандрой Драгомир использовать не смогла, уступив аргентинкам и австралийкам. По итогам 2003 года румынки даже опустились во II Европейско-африканскую группу, где провели два сезона, проиграв в первый год борьбу за право на возвращение Анне Кремер и Клодин Шоль из Люксембурга. Наконец, в 2014 и 2015 годах сборная, в которую пришла одна из сильнейших теннисисток мира этого времени Симона Халеп, выиграла семь матчей подряд и прошла сначала во II, а затем и в I Мировую группу, куда вернулась после 24 лет отсутствия. В 2019 году румынки во второй раз за историю выступлений команды пробились в полуфинал Мировой группы, где с минимальным счётом уступили в гостях сборной Франции.

## Рекорды и статистика

### Команда
- Первый год участия: 1973
- Лучший результат: 1/2 финала (1973)
- Самая длинная серия побед: 7 (2014—2015, включая победы над сборными Венгрии, Великобритании, Латвии, Украины, Сербии, Испании и Канады и выход в I Мировую группу)
- Самая крупная победа: 4-1 по играм, 7-4 по сетам, 55-41 по геймам ( Румыния —  Сербия 4:1, 2014)
- Самый длинный матч: 8 часов 25 минут ( Канада —  Румыния 2:3, 2015)
  - Наибольшее число геймов в матче: 140 ( Канада —  Румыния 2:3, 2015)
- Самая длинная игра: 3 часа 23 минуты ( Кайя Канепи —  Мэдэлина Гожня 3-6 7-63 4-6, 2006)
  - Наибольшее число геймов в игре: 43 ( И.-К. Бегу/А. Дулгеру —  А. Бек/Ю. Гёргес 7-65 6-74 7-10, 2016)
- Наибольшее число геймов в сете: 20 ( Вирджиния Рузичи —  Анн-Мари Рюгг 6-3 11-9, 1978)

### Игроки
Владелицей большинства личных рекордов сборной (за исключением числа побед в одиночном разряде) является Моника Никулеску, проведшая за команду больше всего сезонов, матчей, игр и победившая в наибольшем количестве встреч в парном разряде. Она также является самой возрастной теннисисткой, когда-либо выступавшей за команду Румынии.
- Наибольшее количество сезонов в сборной: 14 (Моника Никулеску)
- Наибольшее количество матчей за сборную: 40 (Моника Никулеску)
- Наибольшее число побед: 33 (Моника Никулеску, 33-22)
  - В одиночном разряде: 21 (Руксандра Драгомир, 21-7)
  - В парном разряде: 18 (Моника Никулеску, 18-12)
  - В составе одной пары: 8 (Габриэла Никулеску/Моника Никулеску, 8-0)
- Самый молодой игрок: 16 лет 14 дней (Сорана Кырстя, 21 апреля 2006)
- Самый возрастной игрок: 36 лет 46 дней (Моника Никулеску, 10 ноября 2023)

## Состав в 2023 году
- Ирина Бара
- Ана Богдан
- Жаклин Адина Кристьян
- Моника Никулеску
- Елена-Габриэла Рузе
- Анка-Алексия Тодони

Капитан: Хория Текэу

## Недавние матчи

### Плей-офф 2023
| Сербия 0 | Дворец спорта, Кралево, Сербия 10–11 ноября 2023 Грунт(i) | Дворец спорта, Кралево, Сербия 10–11 ноября 2023 Грунт(i)                   | Румыния 4 |      |     |            |
| \| \| \| \| 1 \| 2 \| 3 \| \| \| - \| \| --------------------------------------------------------------------------- \| ---- \| ---- \| --- \| ---------- \| \| 1 \| \| Мия Ристич Елена-Габриэла Рузе \| 62 7 \| 3 6 \| \| \| \| 2 \| \| Александра Крунич Жаклин Адина Кристьян \| 5 7 \| 4 6 \| \| \| \| 3 \| \| Лола Радивоевич Жаклин Адина Кристьян \| 5 7 \| 6 4 \| 5 7 \| \| \| 4 \| \| Александра Крунич Елена-Габриэла Рузе \| \| \| \| not played \| \| 5 \| \| Катарина Козаров / Александра Крунич Моника Никулеску / Анка-Алексия Тодони \| 1 6 \| 63 7 \| \| \| |                                                           |                                                                             |           |      |     |            |
| |                                                           |                                                                             | 1         | 2    | 3   |            |
| 1 | Флаг Сербии · Флаг Румынии                                | Мия Ристич Елена-Габриэла Рузе                                              | 62 7      | 3 6  |     |            |
| 2 | Флаг Сербии · Флаг Румынии                                | Александра Крунич Жаклин Адина Кристьян                                     | 5 7       | 4 6  |     |            |
| 3 | Флаг Сербии · Флаг Румынии                                | Лола Радивоевич Жаклин Адина Кристьян                                       | 5 7       | 6 4  | 5 7 |            |
| 4 | Флаг Сербии · Флаг Румынии                                | Александра Крунич Елена-Габриэла Рузе                                       |           |      |     | not played |
| 5 | Флаг Сербии · Флаг Румынии                                | Катарина Козаров / Александра Крунич Моника Никулеску / Анка-Алексия Тодони | 1 6       | 63 7 |     |            |

### Квалификация Мировой группы 2023
| Словения 3 | Sport Park Bonifika, Копер, Словения 14–15 апреля 2023 Грунт | Sport Park Bonifika, Копер, Словения 14–15 апреля 2023 Грунт | Румыния 2 |      |     |  |
| \| \| \| \| 1 \| 2 \| 3 \| \| \| - \| \| --------------------------------------------------------- \| --- \| ---- \| --- \| \| \| 1 \| \| Кайя Юван Ана Богдан \| 6 3 \| 3 6 \| 4 6 \| \| \| 2 \| \| Тамара Зиданшек Жаклин Адина Кристьян \| 1 6 \| 6 4 \| 3 6 \| \| \| 3 \| \| Тамара Зиданшек Ана Богдан \| 3 6 \| 7 64 \| 7 5 \| \| \| 4 \| \| Кайя Юван Жаклин Адина Кристьян \| 6 2 \| 6 4 \| \| \| \| 5 \| \| Тамара Зиданшек / Кайя Юван Ирина Бара / Моника Никулеску \| 4 6 \| 6 2 \| 6 4 \| \| |                                                              |                                                              |           |      |     |  |
| |                                                              |                                                              | 1         | 2    | 3   |  |
| 1 | Флаг Словении · Флаг Румынии                                 | Кайя Юван Ана Богдан                                         | 6 3       | 3 6  | 4 6 |  |
| 2 | Флаг Словении · Флаг Румынии                                 | Тамара Зиданшек Жаклин Адина Кристьян                        | 1 6       | 6 4  | 3 6 |  |
| 3 | Флаг Словении · Флаг Румынии                                 | Тамара Зиданшек Ана Богдан                                   | 3 6       | 7 64 | 7 5 |  |
| 4 | Флаг Словении · Флаг Румынии                                 | Кайя Юван Жаклин Адина Кристьян                              | 6 2       | 6 4  |     |  |
| 5 | Флаг Словении · Флаг Румынии                                 | Тамара Зиданшек / Кайя Юван Ирина Бара / Моника Никулеску    | 4 6       | 6 2  | 6 4 |  |